# Campeonato Mundial de Esgrima de 1969
O Campeonato Mundial de Esgrima de 1969 foi a 36ª edição do torneio organizado pela Federação Internacional de Esgrima (FIE) entre 30 de setembro a 12 de outubro de 1969. O evento foi realizado em Havana, Cuba. 

## Resultados
Os resultados foram os seguintes. 
Masculino
| Evento             | Ouro | Prata                                                                                              | Bronze                                                                                    |
| Espada individual  | Polónia · Bohdan Andrzejewski                                                                             | União Soviética · Aleksey Nikanchikov                                                              | Suécia · Carl von Essen                                                                   |
| Espada por equipe  | União Soviética · Aleksey Nikanchikov · Grigori Kriss · Sergey Paramonov · Igor Valetov · Georgi Zažitski | Hungria · Győző Kulcsár · Zoltán Nemere · Csaba Fenyvesi · Pál Schmitt · Pál B. Nagy               | Suécia · Carl von Essen · Orvar Jönsson · Hans Jacobson · Lars-Erik Larsson · Rolf Edling |
| Florete individual | Alemanha Ocidental · Friedrich Wessel                                                                     | União Soviética · Vasyl Stankovych                                                                 | Polónia · Ryszard Parulski                                                                |
| Florete por equipe | União Soviética · Viktor Putyatin · Yury Sharov · Leonid Romanov · Vasyl Stankovych · German Sveshnikov   | Polónia · Ryszard Parulski · Lech Koziejowski · Jerzy Kaczmarek · Marek Dąbrowski · Witold Woyda   | Roménia · Ion Drîmbă · Mihai Țiu · Ștefan Haukler · Iuliu Falb · Ștefan Ardeleanu         |
| Sabre individual   | União Soviética · Viktor Sidyak                                                                           | Hungria · János Kalmár                                                                             | Hungria · Péter Bakonyi                                                                   |
| Sabre por equipe   | União Soviética · Viktor Sidyak · Mark Rakita · Vladimir Nazlymov · Eduard Vinokurov · Umyar Mavlikhanov  | Polónia · Jerzy Pawłowski · Józef Nowara · Zygmunt Kawecki · Krzysztof Grzegorek · Janusz Majewski | Hungria · Péter Bakonyi · János Kalmár · Attila Kovács · Tamás Kovács · Miklós Meszéna    |

Feminino
| Evento             | Ouro                                                                            | ' Prata | Bronze                                                                                                 |
| Florete individual | União Soviética · Elena Novikova                                                | Roménia · Ileana Drîmbă                                                                                          | União Soviética · Svetlana Tširkova                                                                    |
| Florete por equipe | Roménia · Ileana Drîmbă · Olga Szabo · Maria Vicol · Ana Ene · Suzana Ardeleanu | União Soviética · Alexandra Zabelina · Elena Novikova · Svetlana Tširkova · Tatyana Samusenko · Galina Gorokhova | Hungria · Katalin Kollányi · Judit Ágoston-Mendelényi · Ágnes Simonffy · Mária Szolnoki · Ildikó Rejtő |

## Quadro de medalhas
| Ordem | País               | Medalha de ouro | Medalha de prata | Medalha de bronze |    |
| ----- | ------------------ | --------------- | ---------------- | ----------------- | -- |
| 1     | União Soviética    | 5               | 3                | 1                 | 9  |
| 2     | Polónia            | 1               | 2                | 1                 | 4  |
| 3     | Roménia            | 1               | 1                | 1                 | 3  |
| 4     | Alemanha Ocidental | 1               |                  |                   | 1  |
| 5     | Hungria            |                 | 2                | 3                 | 5  |
| 6     | Suécia             |                 |                  | 2                 | 2  |
| TOTAL | TOTAL              | 8               | 8                | 8                 | 24 |